# Нальчик (станция)
На́льчик — грузовая железнодорожная станция Минераловодского региона Северо-Кавказской железной дороги, находящаяся в городе Нальчике, столице Кабардино-Балкарской республики. Станция является конечной на линии от Котляревской.

## Пассажирское сообщение по станции

### Направления поездов дальнего следования
| Страна               | Пункт назначения                                |
| -------------------- | ----------------------------------------------- |
| Российская Федерация | Минеральные Воды, Москва-Павелецкая, Прохладная |

### Направления поездов пригородного сообщения
Отсутствуют
По состоянию на июнь 2022 года по станции курсируют следующие поезда пригородного сообщения:
| Пригородное сообщение | Пригородное сообщение | Пригородное сообщение | Пригородное сообщение |
| № поезда              | Маршрут движения      | № поезда              | Маршрут движения      |
| --------------------- | --------------------- | --------------------- | --------------------- |
| -                     | -                     | -                     | -                     |

По состоянию на июнь 2022 года по станции курсируют следующие поезда дальнего следования:
| Дальнее следование               | Дальнее следование               | Дальнее следование               | Дальнее следование               |
| № поезда                         | Маршрут движения                 | № поезда                         | Маршрут движения                 |
| Круглогодичное обращение поездов | Круглогодичное обращение поездов | Круглогодичное обращение поездов | Круглогодичное обращение поездов |
| -------------------------------- | -------------------------------- | -------------------------------- | -------------------------------- |
| 61 «Эльбрус»                     | Нальчик — Москва                 | 62 «Эльбрус»                     | Москва — Нальчик                 |
| 361                              | Нальчик — Минеральные Воды       | 362                              | Минеральные Воды — Нальчик       |
| Сезонное обращение поездов       |                                  |                                  |                                  |
| 661                              | Нальчик — Прохладная             | 662                              | Прохладная — Нальчик             |
| 689                              | Нальчик — Прохладная             | 690                              | Прохладная — Нальчик             |

## Изменения в пассажирском сообщении по станции
- 15 января 2013 года — отменён из обращения пассажирский поезд дальнего следования (697/698) до станции Прохладная.